# Fondation Sergio Vieira de Mello

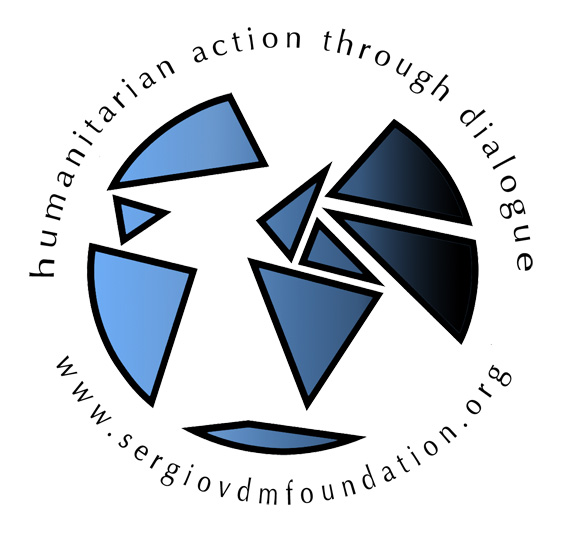
logo de la Fondation SVDM

La fondation Sergio Vieira de Mello fut créée en 2007 afin de perpétuer le travail et l'idéal de Sérgio Vieira de Mello, sous-secrétaire général des Nations unies et envoyé spécial en Irak qui perdit la vie lors d'un attentat, le 19 août 2003.

## Activités
La Fondation est destinée à la promotion du dialogue en vue de la résolution pacifique de conflits et s’est donnée les buts suivants : 
 
- La remise d’un Prix annuel « Sergio Vieira de Mello » récompensant des personnes, institutions ou communautés qui, par leur travail exceptionnel, œuvrent pour la réconciliation de peuples ou parties divisés par un conflit.
- Une Conférence annuelle à la mémoire de Sérgio Vieira de Mello, en partenariat avec l’Institut des Hautes Études Internationales et du Développement (HEID)[2]
- Une bourse Sergio Vieira de Mello attribuée à de jeunes gens dont les familles furent victimes d’une crise humanitaire consécutive à un conflit armé.
- L’encouragement des initiatives et efforts en faveur de la réconciliation et de la coexistence pacifique entre personnes ou communautés opposées par un conflit.
- Un plaidoyer en faveur des travailleurs humanitaires, quel que soit leur employeur ou leur lieu d’action.

 
En 2008, M. Kofi Annan inaugura la première conférence annuelle, suivie en 2009 de l’allocution de Mme Sadako Ogata.
La Fondation est à l’origine de la création de la Journée Humanitaire Mondiale qui fut célébrée pour la première fois en 2009, en partenariat avec l'Office des Nations unies pour la Coordination de l'Aide Humanitaire OCHA.
 